# Gepy & Gepy
Gepy & Gepy, pseudonimo di Giampiero Scalamogna, conosciuto come paroliere anche come Sergepy, Gepy e Gepyosky (Roma, 13 giugno 1943 – Roma, 3 luglio 2010), è stato un cantante, compositore, produttore discografico, paroliere e arrangiatore italiano.

## Biografia
Giampiero Scalamogna intraprende l'attività artistica all'età di 16 anni. Nel 1965 approda al Piper Club di Roma dove forma il duo Dany & Gepy con Daniela Casa, specializzandosi nelle cover di cantanti soul e rhythm & blues.
Firma poi un contratto discografico con la ARC, sottoetichetta della RCA Italiana, e pubblica il primo 45 giri nel 1967 con lo pseudonimo Gepy & Gepy, per sottolineare la sua stazza "doppia" rispetto al normale.
Nei primi anni settanta si dedica all'attività di autore, scrivendo canzoni per Fiorella Mannoia, Patty Pravo e per Mario Musella: con Io l'amo di più, interpretata dal cantante napoletano, partecipa a Un disco per l'estate 1972.
Il cantante, appassionato tifoso romanista, nel 1975 compone anche con Venditti e Bardotti la canzone Roma (non si discute, si ama) (Roma Roma Roma), che divenne l'inno ufficiale dell'A.S. Roma.
Successivamente forma un gruppo con la cantante italo-eritrea Melissa Chimenti e con Marcella Petrelli, riprendendo la denominazione Gepy & Gepy.

Ornella Vanoni e Gepy presentano Più nella trasmissione "Incontri a Campione", Rete 1, 1977.

La svolta per Gepy avviene con l'incontro con Ornella Vanoni, che gli propone il contratto discografico con l'etichetta di sua proprietà, la Vanilla; in seguito diventa produttore della Vanoni e duetta con lei nel brano di grande successo Più tratto dall'omonimo album e rifatto poi da Fiorello e Giorgia per la colonna sonora del film Voce del verbo amore.
Nel 1978 partecipa al Cantagiro presentando il brano Chi... io?, con cui gareggia anche al Festivalbar.
Alla fine degli anni settanta scrisse numerose canzoni, soprattutto di genere disco come Blu (1977) e Body to Body, sigla di Discoring nel 1979 e 1980, che, grazie alla sua voce soul, raggiungono la vetta delle classifiche di tutta Europa.
Partecipa al Festival di Sanremo 1989 come coautore dei brani Per lei, cantato da lui stesso, e Ciao, interpretato da Gigliola Cinquetti.
Nel 2001 partecipa alla trasmissione La notte vola, gara musicale tra i brani più famosi degli anni ottanta, nella quale presenta il suo successo del 1979 Body to Body.

### Morte
È morto all'età di 67 anni per l'aggravarsi di una forma di polmonite, al Policlinico Umberto I di Roma in cui era ricoverato da alcuni giorni nel reparto di terapia intensiva. È sepolto nel cimitero del Verano, a Roma.

## Canzoni scritte da Giampiero Scalamogna (parziale)
| Anno | Titolo                       | Autori del testo                                                          | Autori della musica                         | Interpreti                      |
| ---- | ---------------------------- | ------------------------------------------------------------------------- | ------------------------------------------- | ------------------------------- |
| 1972 | Povertà di amore             | Giampiero Scalamogna                                                      | Memmo Foresi                                | Fiorella Mannoia e Memmo Foresi |
| 1972 | Che cos'è                    | Giampiero Scalamogna                                                      | Memmo Foresi                                | Fiorella Mannoia e Memmo Foresi |
| 1972 | Io l'amo di più              | Giampiero Scalamogna e Giacomo Simonelli                                  | Giampiero Scalamogna e Giacomo Simonelli    | Mario Musella                   |
| 1973 | Canto d'amore di Homeide     | Giampiero Scalamogna, Sergio Bardotti e Alvise Sapori                     | Amedeo Minghi                               | I Vianella                      |
| 1975 | Rispondi                     | Giampiero Scalamogna, Sergio Bardotti e Cristiano Minellono               | Richard Buchanan Kerr e Scott David English | Patty Pravo                     |
| 1975 | Incontro                     | Sergepy e Sergio Bardotti                                                 | Maurizio Fabrizio                           | Patty Pravo                     |
| 1975 | Uomo mio, bambino mio        | Sergepy e Sergio Bardotti                                                 | Maurizio Fabrizio                           | Ornella Vanoni                  |
| 1975 | Roma (non si discute si ama) | Giampiero Scalamogna, Antonello Venditti, Franco Latini e Sergio Bardotti | Giampiero Scalamogna e Antonello Venditti   | Antonello Venditti              |
| 1976 | Piccolo                      | Sergio Bardotti e Giampiero Scalamogna                                    | Ruggero Cini e Dario Farina                 | Fiorella Mannoia                |
| 1976 | Più                          | Sergepy e Maurizio Piccoli                                                | Sergepy e Maurizio Piccoli                  | Ornella Vanoni                  |
| 1978 | Mi manchi                    | Sergepy e Sergio Bardotti                                                 | Mauro Lusini e Dario Farina                 | Ricchi e Poveri                 |
| 1978 | Fregene                      | Sergepy e Sergio Bardotti                                                 | Dario Farina                                | Ricchi e Poveri                 |
| 1978 | Anima                        | Sergepy e Sergio Bardotti                                                 | Mauro Lusini e Dario Farina                 | Ricchi e Poveri                 |
| 1989 | Ciao                         | Sergepy e Massimiliano Governi                                            | Sergepy e Roberto Russo                     | Gigliola Cinquetti              |

## Discografia

### Album
- 1970, Canzoni di oggi - Successi di sempre presente con il brano Casatschok come Gepyosky e i suoi Cosacchi (RCA Italiana, RDI 16)
- 1979, Body to Body (Baby Records, BR 56003)
- 1994, The best (BMG)

### Singoli
- 1967, Baby è un'abitudine averti qui/Una strada (ARC, AN 4130)
- 1967, Il mio destino/Una strada (ARC, AN 4159)
- 1969, Casatschok/Casatschok (RCA Italiana, PM 3486; con la denominazione Gepyosky e i suoi Cosacchi)
- 1977, Blu/Bellissimo (Vanilla, OV 011)
- 1978, Chi... io?/Se tu fossi me Vanilla, VA 020)
- 1979, Angelo blu/Magic music (Baby Records, BR 087)
- 1979, Body to body/Oh darling, stay with me (Baby Records, BR 50200)
- 1980, African love song/Magic music (Strand) uscito in Germania ed in Spagna
- 1981, Teneramente/Sera sarà (Baby Records, BR 50239)
- 1983, Serenata per una notte blu/Angela (RCA Original Cast, BB 6697)
- 1984, Stop your love/My love (Piramide Azzurra Record, ZBPA 7374)
- 1989, Per lei/Per lei (Zerolandia, ZB 42709)
- 2017, Body to body/African love song (Best Record Italy, BST-X012)